# Центении
Центениите (на латински: gens Centenia; Centenii; Centenius) са фамилия от Древен Рим.
Известни от фамилията:
- Гай Центений, при Гней Сервилий Гемин през 217 пр.н.е. e командир на 4.000 конници и се бие в Етрурия с Махарбал, генерал на Ханибал.
- Марк Центений Пенула, центурион, командир на 16.000-на войска, се бие през 212 пр.н.е. в Битката при р. Силарус (днес Селе) в Лукания против Ханибал.